# Karl-Erik Forsberg
Karl-Erik Forsberg (* 1914 in Munsö, Schweden; † 1995) war ein schwedischer Schriftenhersteller, Typografie und Buchgestaltung. 

## Leben und Werk
Forsberg erhielt seine Ausbildung an der Schule für Buchhandwerk in Schweden. Von 1938 bis 1941 studierte er an der Akademie für Graphische Künste und Buchgewerbe in Leipzig. 1942 bis 1949 war er als Gestalter für den Verlag Almqvist & Wikseil tätig, ab 1950 für den Verlag P. A. Norstedt & Söner. Neben seiner buchgestalterischen Arbeit entwarf er Zeitschriften, Briefmarken und Schriften. Zu seinen bekannten Schriftentwürfen gehören Parad (1936), Lunda (1938), Berling (1951–1958) und Carolus (1954). 1983 verlieh ihm die Universität Uppsala die Ehrendoktorwürde.